# Cyclopentylamin
Cyclopentylamin ist eine organisch-chemische Verbindung aus der Stoffgruppe der aliphatischen primären Amine. Es wird als Zwischenprodukt für die Herstellung von Pflanzenschutzwirkstoffen und Arzneistoffen eingesetzt und findet teilweise auch als Lösungsmittel Anwendung.

## Gewinnung und Darstellung
Cyclopentylamin wird technisch durch reduktive Aminierung von Cyclopentanon mit Ammoniak bei Temperaturen von 150–200 °C und Drücken um 200 bar in Gegenwart von Wasserstoff über einem Nickelkontakt im Festbettreaktor gewonnen.

## Eigenschaften

### Physikalische Eigenschaften
Cyclopentylamin hat eine relative Gasdichte von 2,94 (Dichteverhältnis zu trockener Luft bei gleicher Temperatur und gleichem Druck).

### Chemische Eigenschaften
Cyclopentylamin ist eine leicht entzündbare, farblos bis gelbliche Flüssigkeit mit aminartigem Geruch. Die Verbindung gehört zur Stoffklasse der cyclischen, primären aliphatischen Amine. Die Verbindung ist mit Wasser mischbar. Mit Säuren, starken Oxidationsmitteln, Kohlendioxid, Säurechloriden sowie -anhydriden treten teilweise heftige Reaktionen ein.

## Verwendung
Cyclopentylamin wir hauptsächlich zur Herstellung von Pflanzenschutzmittel wie Pencycuron, welches als Fungizid für Kartoffel- und Reispflanzen eingesetzt wird, verwendet. Daneben dient es auch zur Synthese von Pharmazeutika. In gewissem Maße wird es direkt als Lösungsmittel, insbesondere für unpolare Substanzen, eingesetzt.

## Sicherheitshinweise
Die Dämpfe von Cyclopentylamin bilden mit Luft explosive Gemische. Hauptsächlich wird der Stoff über den Atemtrakt und die Haut aufgenommen. Bei oraler Aufnahme oder Exposition kommt es akut zu Verätzungen des Mundraums, Rachen und der Schleimhäute. Es besteht die Gefahr einer Perforation der Speiseröhre und des Magens. Des Weiteren besteht die Gefahr ernsthafter Augenschäden. Weitere inhalative Folgen sind Schleimhautreizungen, Husten, Atemnot und die Schädigung des Atemtrakts. Eine Mutagenität konnte im Ames-Test nicht nachgewiesen werden. Eine Kanzerogenität für den Menschen wird nicht vermutet. Zur Reproduktionstoxizität liegen keine ausführlichen Angaben vor. Cyclopentylamin weist eine untere Explosionsgrenze (UEG) von 1,3 Volumenprozent und eine obere Explosionsgrenze (OEG) von 9,4 Volumenprozent auf. Die Zündtemperatur beträgt 260 °C. Der Stoff fällt somit in die Temperaturklasse T3. Mit einem Flammpunkt von 11,5 °C gilt die Verbindung als leicht entzündbar. Cyclopentylamin wird ebenfalls als gewässergefährdend eingestuft.